# Euro Coin (criptomoneda)
Euro Coin (EUROC) és una criptomoneda estable amb valor paritari amb l'euro. Amb el suport de l'empresa Circle comparteix model amb la criptomoneda USD Coin (USDC), tot i que aquesta última té paritat amb el dòlar nord-americà. El sosteniment d'Euro Coin es basa completament en el valor dels euros que ara mateix es guarden en comptes corrents de bancs així que assegura poder mantenir el valor i l'estabilitat 1:1 junt amb l'euro. Aquesta criptomoneda fou oficialment publicada el 30 de juny de 2022 i tindria el suport ampli de diverses empreses del sector com Binance.US i Bitstamp. Les empreses que volguessin encunyar monedes d'Euro Coin, ho podrien fer mitjançant el dipòsit de moneda euro als seus comptes de Circle mitjançant la xarxa Euro SEN de Silvergate, i hi havia la previsió que les opcions de dipòsit addicionals estiguin disponibles a finals d'any del 2022. Malgrat tot però, aquesta criptomoneda no compta amb el suport del Banc Central Europeu, el qual ja ha declarat que "els criptoactius no són diners de banc central. Se'n diferencien que els preus són volàtils, cosa que en dificulta l'ús com a mitjà de pagament o unitat de compte, i que no estan recolzats per cap institució pública. Els ciutadans podrien confiar en un euro digital tant com en l'efectiu, ja que les dues formes de diners comptarien amb el suport d'un banc central.